# Kees van Genk
Cornelis Petrus (Kees) van Genk (Bergen op Zoom, 29 november 1838 - aldaar, 23 december 1914) was een Nederlands architect.
Kees van Genk volgde zijn studie architectuur tussen 1862 en 1867 aan de Koninklijke Academie voor Schone Kunsten van Antwerpen. Vanaf 1871 vestigde hij zich als zelfstandig architect in Bergen op Zoom. Hij ontwierp villa's, woonhuizen en andere bouwwerken in Bergen op Zoom en omgeving. Veel van zijn gebouwen zijn erkend als rijksmonument. Naast zijn profane gebouwen ontwierp hij twee rooms-katholieke kerken, in Lepelstraat en Nieuw-Vossemeer, en een aantal kapellen.
Hij was de oudere broer van Piet van Genk, die tevens architect was. 

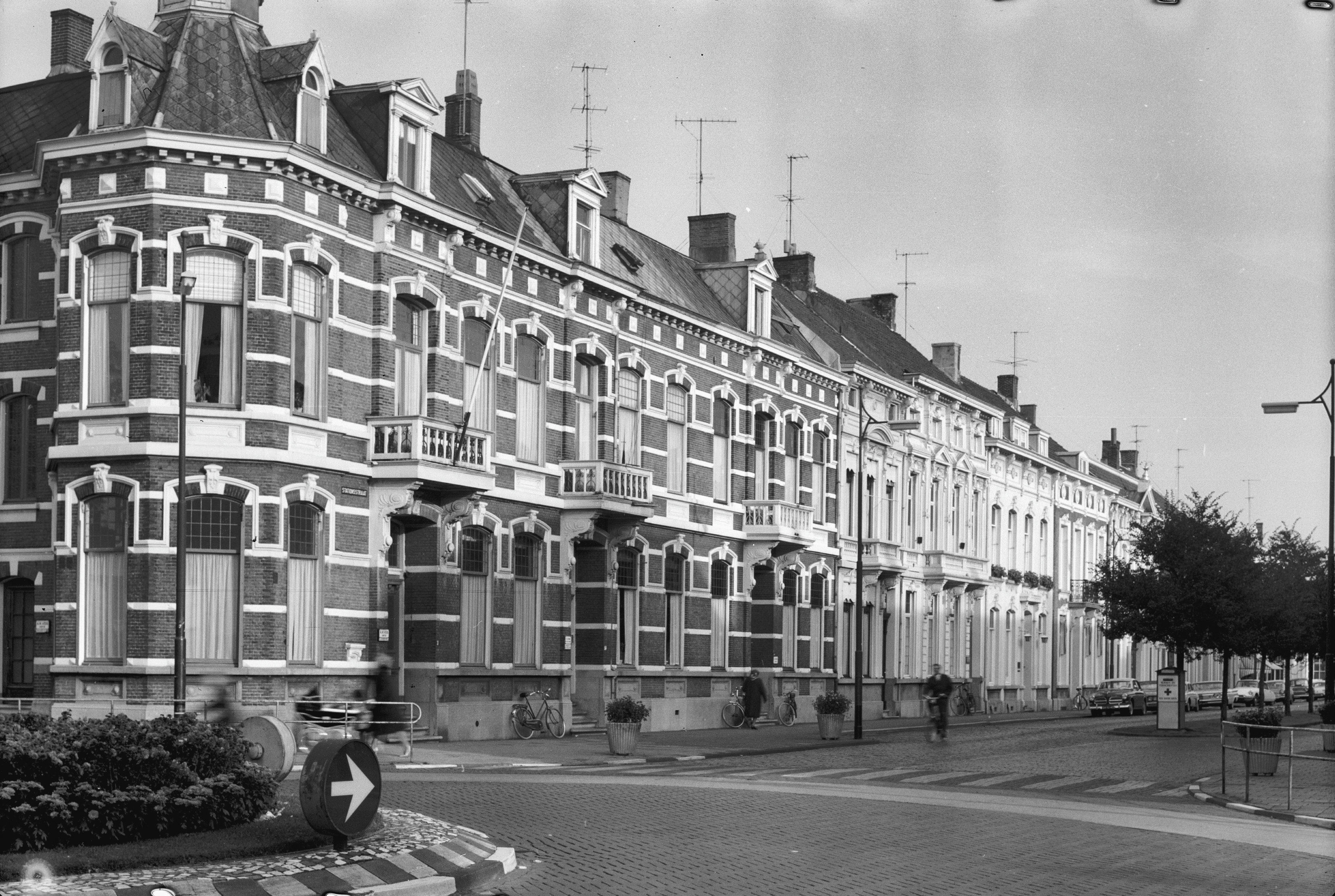
De Stationsstraat in Bergen op Zoom, met gebouwen ontworpen door Kees van Genk

## Lijst van bouwwerken
De lijst is niet compleet.
| Bouw      | Naam                                               | Plaats          | Bijzonderheden                              | Afbeelding |
| --------- | -------------------------------------------------- | --------------- | ------------------------------------------- | ---------- |
| 1867      | H. Sint-Vincentiusgesticht                         | Bergen op Zoom  |                                             |            |
| 1872      | Pastorie Sint-Willibrorduskerk                     | Oud-Vossemeer   |                                             |            |
| 1873      | Johannes de Doperkerk                              | Nieuw-Vossemeer |                                             |            |
| 1874-1875 | Antonius van Paduakerk                             | Lepelstraat     | Verwoest in 1944 en in 1948 herbouwd        |            |
| 1878      | Woonhuis Stationsstraat 19                         | Bergen op Zoom  |                                             |            |
| 1879      | Woonhuis Wassenaarstraat 1                         | Bergen op Zoom  |                                             |            |
| 1879      | Woonhuizen Stationsstraat 11-17                    | Bergen op Zoom  |                                             |            |
| 1879      | Woonhuizen Stationsstraat 16-26                    | Bergen op Zoom  |                                             |            |
| 1879      | Woonhuis Stationsstraat 28                         | Bergen op Zoom  |                                             |            |
| 1879      | Woonhuizen Stationsstraat 30-40                    | Bergen op Zoom  |                                             |            |
| 1879      | Hotel-woonhuis "Nieuw-stationskoffiehuis"          | Bergen op Zoom  |                                             |            |
| 1880      | Woonhuis Stationsstraat 23-25                      | Bergen op Zoom  |                                             |            |
| 1880      | Woonhuis Stationsstraat 27                         | Bergen op Zoom  |                                             |            |
| 1880      | Hotel-restaurant William                           | Bergen op Zoom  |                                             |            |
| 1880      | Stationskoffiehuis                                 | Bergen op Zoom  |                                             |            |
| 1880-1881 | Algemeen Burger Gasthuis                           | Bergen op Zoom  |                                             |            |
| 1884      | Woonhuis Stationsstraat 12                         | Bergen op Zoom  | Woonhuis van Cees van Genk                  |            |
| 1884-1885 | Schoolgebouw Rijks-HBS                             | Bergen op Zoom  |                                             |            |
| 1884-1885 | Conciërgewoning annex gymnastieklokaal             | Bergen op Zoom  |                                             |            |
| Ca. 1890  | Villa en koetshuis De Beeklaan 25                  | Halsteren       | Ontwerp is waarschijnlijk van C.P. Van Genk |            |
| 1892      | Woonhuis Steenbergsestraat 27                      | Bergen op Zoom  |                                             |            |
| 1894      | Landhuis Dassenberg                                | Steenbergen     |                                             |            |
| 1894-1895 | Catharinakapel                                     | Bergen op Zoom  | Op terrein bejaardentehuis                  |            |
| 1895      | Post- en telegraafkantoor                          | Steenbergen     |                                             |            |
| 1895      | Koetshuis Landgoed Dassenberg                      | Steenbergen     |                                             |            |
| 1895      | Boerderij Doktersdreefje 2                         | Steenbergen     | Ontwerp is waarschijnlijk van C.P. Van Genk |            |
| 1896      | Mariakapel Landgoed Dassenberg                     | Steenbergen     |                                             |            |
| 1896      | Dubbel woonhuis Antwerpsestraat 15                 | Bergen op Zoom  |                                             |            |
| 1896-1897 | Woonhuizen Stationsstraat 5-9                      | Bergen op Zoom  |                                             |            |
| 1899      | Boswachterswoning Landgoed Dassenberg              | Steenbergen     |                                             |            |
| 1900      | Winkel annex hotel "Mariahoek" Steenbergsestraat 1 | Bergen op Zoom  |                                             |            |
| 1900      | Villa Gasthuisstraat 6                             | Halsteren       |                                             |            |
| 1903      | Woon-winkelpand Blauwstraat 78                     | Steenbergen     | Ontwerp is waarschijnlijk van C.P. Van Genk |            |

## Bron
- H.P.R. Rosenberg, De 19de-eeuwse Kerkelijke bouwkunst in Nederland, Den Haag 1972. pp.97
- BN DeStem - Overal loop je tegen van Genk aan
- RKD - Kees van Genk